# Creatures from the Pink Lagoon
Creatures from the Pink Lagoon to amerykański niskobudżetowy film fabularny z 2006 roku, wyreżyserowany przez Chrisa Dianiego oraz wyprodukowany przez Seattle Theatre Project. Fabuła obrazu parodiuje horror Noc żywych trupów i koncentruje się na walce bohaterów z homoseksualnymi zombie. Premiera projektu odbyła się 3 czerwca 2006 podczas festiwalu kina niezależnego w Seattle.

## Obsada
- Nick Garrison − Phillip
- Lowell Deo − Stan
- Evan Mosher − Joseph
- Vincent Kovar − Billy
- Philip D. Clarke − Randall
- John Kaufmann − Gary
- Bill Morrison − Bobby